# Franciszek Mniewski
Franciszek Mniewski herbu Ogończyk – podstoli przedecki w latach 1783–1794, konsyliarz powiatu kruszwickiego w konfederacji targowickiej w 1792 roku.